# Cinevillaggio
Cinevillaggio  (le village du cinéma) ou encore Cineisola (l'île du cinéma) est un complexe de studios cinématographiques italien fondé à l'automne 1943 et situé sur l'île de la Giudecca à Venise.
Les studios de Cinevillaggio ont surtout servi à la production de films d'inspiration fasciste.

## Histoire
Cinevillaggio est une alternative de Cinecitta après l'armistice de Cassibile, à partir de l'automne 1943, sur initiative du Ministero della Cultura Popolare de la République sociale italienne (RSI). Il était dirigé par Ferdinando Mezzasoma.
Cinevillagio fut confronté à la difficulté de recrutement car la plupart des réalisateurs et acteurs italiens ont préféré la clandestinité en attendant la fin du conflit et de la guerre civile qui s'ensuivit.
De l'automne 1943 à la dissolution de la République sociale italienne (printemps 1945), la production de la vingtaine de films se fit à Venise mais aussi à Turin et à Montecatini. D'autres films ne furent jamais terminés,.

### Principaux acteurs ayant rejoint la structure
Osvaldo Valenti, Luisa Ferida, Salvo Randone, Emma Gramatica, Doris Duranti, Roberto Villa

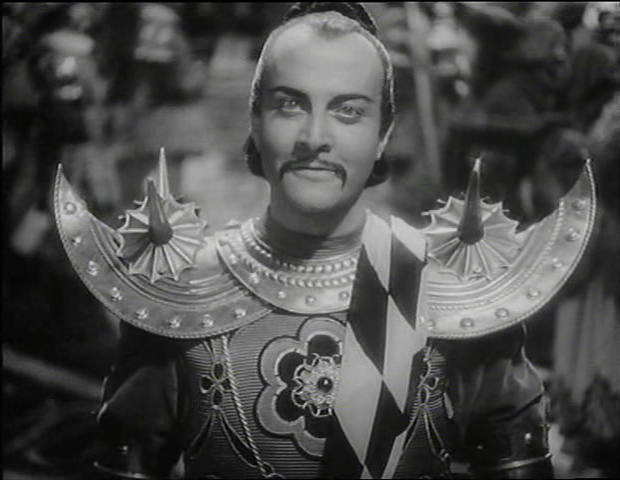
Osvaldo Valenti
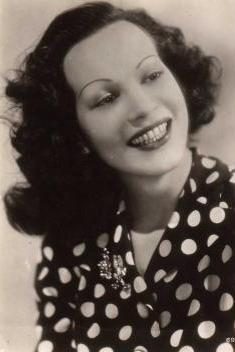
Luisa Ferida
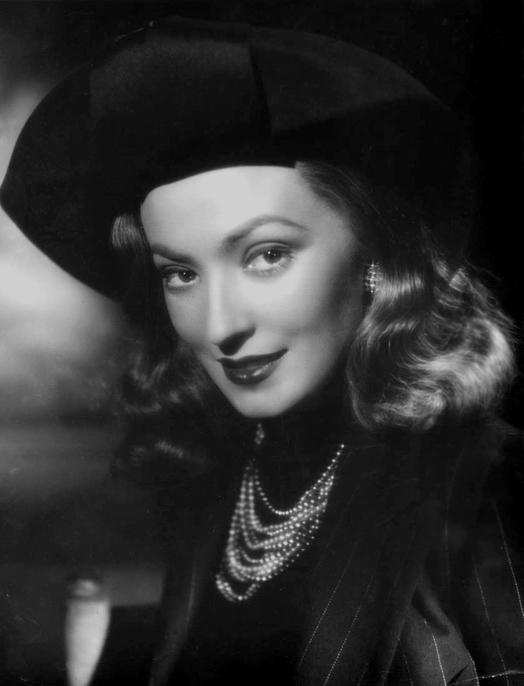
Doris Duranti
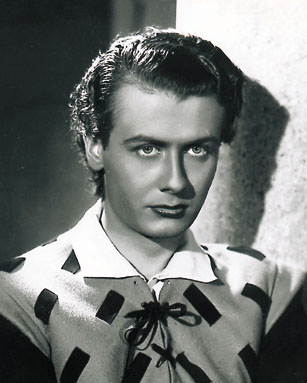
Roberto Villa

### Principaux réalisateurs
Giorgio Ferroni, Francesco De Robertis, Piero Ballerini, Mario Baffico.

## Production
Filmographie incomplète,:
- 1943 :
  - Enrico IV, de Giorgio Pàstina, avec Clara Calamai et Osvaldo Valenti,
  - Harlem, de Carmine Gallone,
  - Uomini e cieli, de Francesco De Robertis,
  - La valle del diavolo, de Mario Mattoli,
  - Marinai senza stelle, de Francesco De Robertis, avec Antonio Gandusio,
  - Tristi amori, de Carmine Gallone,
- 1944 :
  - Fiori d'arancio, de Dino Hobbes Cecchini,
  - La locandiera, de Luigi Chiarini, avec Luisa Ferida, Osvaldo Valenti, Paola Borboni,
  - Aeroporto, de Piero Costa,
  - Fatto di cronaca, de Piero Ballerini,
  - Sans famille (Senza famiglia), de Giorgio Ferroni,
  - Resurrezione, de Flavio Calzavara, avec Doris Duranti, Claudio Gora,
  - Il processo delle zitelle, de Carlo Borghesio, avec Roberto Villa, Carlo Dapporto,
  - Ogni giorno è domenica, de Mario Baffico,
  - Vivere ancora, de Francesco De Robertis, avec Nuto Navarrini, Tito Schipa, Carlo Dapporto,
- 1945 : Peccatori, de Flavio Calzavara, avec Elena Zareschi.

### Source de traduction
- (it) Cet article est partiellement ou en totalité issu de l’article de Wikipédia en italien intitulé « Cinevillaggio » (voir la liste des auteurs).